# Pittsburgh Pirates
Los Pittsburgh Pirates (en español, Piratas de Pittsburgh) son un equipo profesional de béisbol estadounidense con sede en la ciudad de Pittsburgh, Pensilvania. Compiten en la División Central de la Liga Nacional (NL) de las Grandes Ligas de Béisbol (MLB) y juegan sus partidos como locales en el PNC Park.
El equipo fue fundado en 1882 con el nombre de Pittsburgh Alleghenys y adoptó la denominación Pirates en 1891. En su palmarés figuran un total de cinco Series Mundiales (1909, 1925, 1960, 1971 y 1979) y nueve banderines de la Liga Nacional. Los Piratas han ganado cinco campeonatos de la Serie Mundial, nueve banderines de la Liga Nacional, nueve títulos de la división Este de la Liga Nacional e hizo tres apariciones en el Juego de comodines.
A pesar de luchar en las décadas de 1880 y 1890, los Piratas se encontraban entre los mejores equipos de béisbol poco después del cambio de siglo. Ganaron tres títulos de la Liga Nacional de 1901 a 1903, jugaron en la Serie Mundial inaugural en 1903 y ganaron su primera Serie Mundial en 1909 detrás de Honus Wagner. Los Piratas participaron en posiblemente el final más famoso de la Serie Mundial, ganando la Serie Mundial de 1960 contra los Yankees de Nueva York con un jonrón de Bill Mazeroski, la única vez que el Juego 7 de la Serie Mundial ha terminado en casa. También ganaron la Serie Mundial de 1971, liderados por el talento de Roberto Clemente y la Serie Mundial de 1979 bajo el lema " Somos una familia," dirigida por "Pops" Willie Stargell. Después de una racha de éxitos en la temporada regular a principios de la década de 1990, los Piratas lucharon enormemente durante las siguientes décadas con 20 temporadas perdedoras consecutivas de 1993 a 2012, la racha más larga de este tipo en la historia del deporte profesional estadounidense. Los Piratas regresaron a la postemporada en 2013 y avanzaron a la NLDS. El equipo volvió a clasificarse para la postemporada en 2014 y 2015. Los Piratas tienen actualmente la sexta sequía de campeonatos de la Serie Mundial más larga (detrás de los Indios de Cleveland, los Rangers de Texas), Cerveceros de Milwaukee, Padres de San Diego y Marineros de Seattle —todos excepto los Indios que nunca han ganado una Serie Mundial), la segunda sequía más larga de apariciones en Serie Mundial en Grandes Ligas (solo detrás de los Marineros, que nunca han aparecido en una Serie Mundial), la sequía de banderines más larga en la Liga Nacional (su demostración más reciente fue su victoria en la Serie Mundial de 1979), y la sequía de apariciones en la Serie de Campeonato de Liga más larga en ambas ligas. Desde 1882 hasta 2020, los Piratas tienen un récord general de 10,564-10,446 (.503 'porcentaje' de victorias)
Los Piratas también se conocen como los "Bucs" o los "Buccos" (derivado de bucanero, sinónimo de pirata). El equipo juega sus partidos en casa en el PNC Park en el North Side de Pittsburgh, su hogar desde 2001. Los Piratas jugaron anteriormente en el Forbes Field de 1909 a 1970 y en el Three Rivers Stadium de 1970 a 2000. Desde 1948 los colores de los Pirates han sido negro, dorado y blanco, haciendo juego con los otros equipos deportivos profesionales de Pittsburgh, los Steelers en el futbol americano y los Penguins en el hockey sobre hielo. En 1979 que fueron campeones de la Serie Mundial, esa temporada los Steelers ganaron el Super Bowl, algo asombroso que no se ha vuelto a repetir en el deporte profesional estadounidense.

## Historia

### 1882-1899: Orígenes y primeros años
El Béisbol se profesionalizó en Pittsburgh en 1876 donde jugaban equipos independientes amateurs asalariados por empresarios locales del acero, entre ellos los Piratas que se consolidaron como los más fuertes de esa liga, en 1882 se unieron como franquicia fundadora de la Liga Americana entrando al profesionalismo nacional; al principio este equipo no jugaba dentro de los suburbios de la ciudad, por el contrario lo hacía en Allegheny City, al otro lado del río Allegheny de Pittsburgh.
Después de cinco temporadas mediocres en la AA, Pittsburgh se convirtió en el primer equipo AA en cambiar a la antigua Liga Nacional en 1887. En este momento, el equipo cambió su nombre por el Alleghenys Pittsburgh, a pesar de que Allegheny siendo una ciudad independiente hasta que fue anexionado a los suburbios de Pittsburgh en 1907. En ese momento, el propietario-gerente Horace B. Phillips vendió el equipo a Dennis McKnight; Phillips quedó como encargado y formó el equipo beneficiándose de jugadores del extinto equipo de Columbus, Ohio.
Los Alleghenys fueron severamente desmantelados durante la temporada de 1890, cuando casi la totalidad de sus estrellas se fueron a los Burgueses de Pittsburgh en la Liga de Jugadores de la ciudad presumiblemente por un mejor sueldo. Con un plantel diezmado, el equipo experimentó lo que es todavía la peor temporada en la historia de la franquicia, pasando 23-113. La batalla casi arruinó McKnight, y se vio obligado a regresar a su franquicia a la liga. Sin embargo, casi inmediatamente después de esto, se sumaron a los patrocinadores McKnight de los burgueses como propietario de una minoría, que luego volvió a comprar la franquicia de la Liga Nacional Pittsburgh y se reincorporó con un nombre corporativo diferente. De esta forma pudieron recuperar legalmente los servicios de la mayoría de los jugadores que habían saltado a la liga advenedizo del año anterior. El equipo suscito un escándalo en 1891 cuando firma al segunda base Lou Bierbauer que jugaba en Athletic's de Filadelfia, en la transferencia hubo un error de doble contrato pues Lou no fue incluido en la lista del equipo y Alleghetys los tomo, los Atléticos protestaron la incorporación un delegado de la AA dijo que la transacción fue pirateada; de este error la liga AA desapareció aunque a Pittsburgh nunca se le inculpo. Se considera que este hecho les dio el nombre de Piratas que adoptaron oficialmente en 1911.

### 1900-1917: La era de Honus Wagner

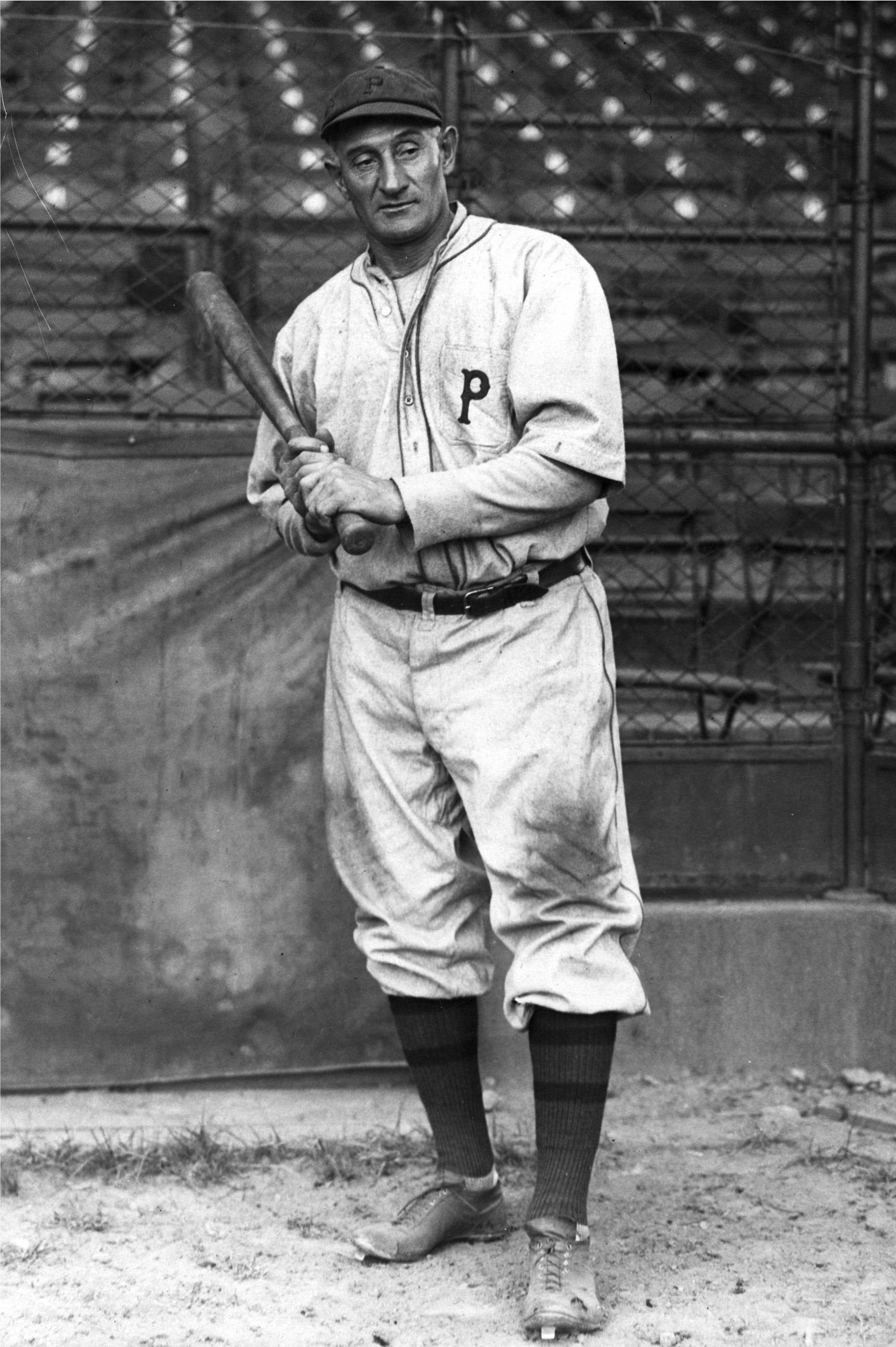
Honus Wagner, el gran referente histórico de los Pirates.

En 1900 los Pirates se hicieron con los servicios de Honus Wagner y Fred Clarke procedentes de los desaparecidos Louisville Colonels. Al año siguiente, con Clarke como jugador-mánager y con Wagner como principal estrella, el equipo logró su primer banderín de la NL tras finalizar la temporada con un registro de 90 victorias, 49 derrotas y un empate. En 1902 superaron la barrera de los cien triunfos (103-36-3) y repitieron título de liga. La temporada siguiente también se saldó con banderín para el conjunto de Pensilvania.
El título de 1903 permitió a los Pirates ser los representantes de la Liga Nacional en la primera edición de la Serie Mundial. Sus rivales fueron los Boston Americans, campeones de la Liga Americana. Liderados por sus pitchers Cy Young y Bill Dinneen, los de Massachusetts se llevaron la eliminatoria por 5-3.
En 1909 los Pirates firmaron un balance de 110-42-2 (el mejor de toda la Liga Nacional y una de las mejores marcas de todos los tiempos) y regresaron a la Serie Mundial seis años después. Allí se impusieron 4-3 a los Detroit Tigers de Ty Cobb en la primera final de la MLB que se resolvió en siete partidos. Los de Pensilvania lograron así el primer título mundial de toda su historia.
Dieciséis años después, con récord de 87-52 los Piratas eran campeones de la Liga Nacional dirigidos por Bill McKechnie ya que desde el año 1909 no llegaban a una Serie Mundial. Y se enfrentaría al campeón de la Liga Americana; Los Senadores de Washington que regresaban a defender su título de la Serie Mundial, encabezados por Walter (The Big Train) Johnson con un récord de 20.7 y porcentaje de carreras limpias de 3.07 El equipo de los Piratas estaba formado por Lee Meadows, pitcher, Earl Smith, Eddie Moore, Vic Aldrige, Ray Kremer, Red Odham, Max Carey centerfield, el tercera base Pie Traynor, el rightfielder Kiki Cuyler, Lee Meadows, Glenn Wright, Emil Yde.
La Serie Mundial, se jugó del 7 al 15 de octubre de 1925 en la siguiente forma: Juegos uno, dos, seis y siete en el Forbes Field de los Piratas. Los juegos tres, cuatro y cinco en el Griffith Stadium de los Senadores. La Serie Mundial fue ganada por los Piratas 4 juegos a 3. los Piratas tuvieron que ganar seguidos los tres últimos juegos para no perder la Serie Mundial. Primera vez que un equipo se recuperaba de una desventaja de 1-3 victorias.
Los Piratas obtiene su sexto título y a la Serie Mundial, dirigidos por el mánager Donnie Bush. Este equipo estaba conformado por los pitchers todos derechos: Carmen Hill, Ray Kramer, Lee Meadows y Vic Aldrige con experiencia del clásico de otoño dos años antes, además de Lloyd "Little Poison" Waner, Pie Taunor. Se enfrentarían al campeón de la Liga Americana; Los Yankees de New York, el cual es considerado uno de los mejores equipos de Béisbol de todos los tiempos, encabezados por Babe Ruth, Lou Gehring, Tony Laczzeri, Bob Meusel. Ganaron 110 juegos con 44 derrotas y una ventaja sobre el segundo lugar los Atléticos de Philadelphia de 19 juegos.

### 1926-1940: La era de Paul Waner
La Serie Mundial se realizó del 5 al 8 de octubre de 1927, de la siguiente manera: Juegos uno y dos en el Forbes Field de los Piratas. Juegos tres y cuatro en el Yankee Stadium de los Yankees. La Serie Mundial fue ganada por barrida de 4 juegos a 0 por los Yankees. Los Yankees fueron el primer equipo de la Liga Americana en ganar por barrida la Serie Mundial. Por la Liga Nacional ya lo habían logrado Cachorros de Chicago, Bravos de Boston y Gigantes de New York.
El equipo tuvo un decaimiento y apareció la primera gran temporada perdedora en 1917 (51-113); levantando el rumbo el veterano jardinero Max Carey y jugadores jóvenes como Pie Traynor y Cuyler Kiki, junto con un cuerpo de lanzadores, llevó a los Piratas a primeros planos. En la serie mundial de 1925 llega con récord de 87 ganados 52 perdidos, cabe destacar que el equipo se recuperó de una desventaja de 3-1 para ganar la Serie Mundial de 1925 a Senadores de Washington, y llegó a la Serie Mundial de 1927 antes de ser barridos por los Yankees de Nueva York, que en ese momento había construido el equipo más dominante y poderoso del béisbol. La temporada de 1927 fue la primera para la combinación fuerte pegador de los hermanos de Lloyd Waner y Paul Waner, que junto con el shortstop Arky Vaughan aseguró que los Piratas tenían jugadores al Salón de la Fama asignados en 1941. Piratas sufrió derrotas aun indelebles en 1927 y 1938 (cuando perdió el campeonato contra Cachorros de Chicago en los últimos días de la temporada).

### Años 40's y principios de los 50's
En la década de los años 40s y 50s prácticamente los Piratas vegetaron por la Liga Nacional, con más pena que gloria. Triste desempeño para un equipo que había sido campeón de la Liga Nacional en seis ocasiones.

### Ralph Kiner y Roberto Clemente
Quizá su única estrella en el inicio de la década de los años 50s fue Ralph Kiner, temible jonronero y héroe de la Segunda Guerra Mundial que por disputas salariales con el dueño del equipo, a pesar de tener temporadas de más de 50 jonrones, fue cambiado a los Chicago Cubs a mediados de la temporada 1953, jugando para ellos en 1954 y siendo cambiado a los Cleveland Indians, de la Liga Americana en 1955, el equipo que había sido campeón de la Liga Americana un año antes y en donde se retiró prematuramente a los 32 años, por una lesión en la espalda originada en la guerra. Y la otra estrella, era un jugador de Puerto Rico que llegaba a este mediocre equipo, que tenía el antecedente de tener tres campañas en que habían perdido más de 100 juegos en las Ligas Mayores. Era el año de 1955: Roberto Clemente, el cual sería estrella en la década siguiente, por ser considerado uno de los mejores jardineros derechos, excelente bateador y siendo los Piratas su único equipo en la Liga Nacional.

### Campeones de la Serie Mundial en 1960
Y por fin el ostracismo del equipo llegaba a su fin, ya que tuvieron que pasar 33 años para ser Campeones de la Liga Nacional. El mundo había cambiado en esos años y por mucho. En la temporada de 1960, los Piratas eran Campeones de la Liga Nacional, bajo el mando de Danny Murtaugh. Este equipo estaba formado por Roberto Clemente, Bill Mazeroski, Dick Groat, Bill Verdon, Verm Law, Bob Friend, Vinegard Bend Mizell, Harvey Haddix, Rocky Nelson, Hal Smith. Y jugando la Serie Mundial contra los Yanquis de New York, llegaron hasta el séptimo y definitivo juego, dado que cada equipo había ganado 3 juegos. Estando jugando la parte baja de la novena entrada, Bill Mazeroski jugador de 2.ª base, conecta jonrón terminando el juego y dando la victoria a los Piratas. Eran campeones de la Serie Mundial. Años después en la Serie Mundial de 1993 Joey Carter, daría un jonrón en la novena entrada, impulsando 3 carreras para dar el campeonato a los "Blue Jays" de Toronto, sobre los Phillies de Philadelphia. Son las únicas dos veces que una Serie Mundial ha terminado con jonrón decisivo en la novena entrada. Es la primera Serie Mundial en donde participó Roberto Clemente.
La Serie Mundial se celebró del 5 al 23 de octubre de 1960, en la siguiente forma: Juegos uno, dos, seis y siete en el Forbes Field de los Piratas y los juegos tres, cuatro y cinco en el === 1970-1979: La Familia ===Yankee Stadium de los Yankees. La Serie Mundial fue ganada por los Piratas 4 juegos a 3. Tuvieron que esperar 35 años para ganar una Serie Mundial.

### 1970-1979: La Familia
En la 1979 el equipo adoptó la canción We Are Family como lema. 
Después de un ayuno de 11 años, los Piratas de Pittsburgh, dirigidos por Danny Murtaugh, son nuevamente Campeones de la Liga Nacional, siendo el mejor equipo con récord de 98-64-1, conservando una ventaja sobre los Cardenales de San Luis, de siete juegos en la División del Este y después ganaron el play-off a máximo de cinco juegos a los Gigantes de San Francisco tres victorias por una y enfrentándose en la Serie del Campeonato de la Liga antes los Cincinnati Reds que fueron barrido 3-0. En la Serie Mundial contra los Orioles de Baltimore, Campeón de la Liga Americana y equipo que un año antes, había sido Campeón de la Liga Americana por tercer año consecutivo y campeón de la Serie Mundial. En este equipo había varios jugadores que eran estrellas: Roberto Clemente, considerado el mejor jardinero de la Liga Nacional, Willie Stargell, jonronero temible, el pitcher Steve Blass, Jose Pagan, Manuel "Manny" Sanguillén, Vitico Davalillo, Dock Ellis, Bob Johnson, Bob Robertson, Nelson Briles, Richie Hebner, Bob Miller, Jacinto "Jackie" Hernández.
La Serie Mundial se realizó del 9 al 17 de octubre de 1971, en la siguiente forma: Juegos uno, dos, seis y siete en el Memorial Stadium de los Orioles y juegos tres, cuatro y cinco en el Three Rivers Stadium de los Piratas. La Serie Mundial fue ganada por los Piratas 4 juegos a 3.
Los reconocimientos a los jugadores fueron: Willie Stargell jugador más valioso de la Liga Nacional y de la Serie Mundial ganador del premio Babe Ruth y atleta del año en Pittsburgh, Dave "La Cobra" Parker reconocido en el juego de estrellas, mejor bateador de extrabases, más bases por bola recibidas y elevados de sacrificio. Omar Moreno mejor robador de bases con 77 en el año, más carreras anotadas con 110, Manuel "Manny" Sanguillén, Ed Ott, Kent Tekulve extraordinario pitcher relevista, Don Robinson, Jim Rooker, Bert Blyleven, Bill Madlock, Tim Foli, el zurdo John Candelaria ganador de 14 juegos en la campaña, Phil Garner, Jim Bibby, Bill Robinson, Víctor Davalillo.
En la temporada 1979 de las Grandes Ligas de Béisbol el equipo adoptó la canción We Are Family como lema. Ese año los Pirates fueron el mejor equipo de la Liga Nacional (98-64-1). En la Serie de Campeonato barrieron a los Cincinnati Reds (3-0) y en la Serie Mundial se midieron a los Orioles, al igual que en 1971. El resultado final fue el mismo que ocho años antes: 4-3 a favor de los de Pensilvania. Willie Stargell fue nombrado MVP de la Serie Mundial.

### 1986-1996: la era de Leyland
Tras el campeonato de Serie Mundial y la llegada de los 80's vinieron unos Piratas muy pobres, al perder jugadores importantes tuvieron campañas insípidas, en 1985 luego de 5 años sin calificar a los play off y una sola campaña ganadora (1982) de 84-78 causó que la familia Grant vendiera la franquicia a los Asociados de Pittsburgh, quienes en 1986 impulsan la llegada del mánager Jimmy Leiyland. El entrenador sacó de las sucursales del equipo a jugadores, que serían revelación en años siguientes, bateadores como Bobby Bonilla, Barry Bonds, Andy Van Slyke, Jay Bell, Steve Buechele, Sid Bream, y José Lind; receptor Mike LaValliere, y los lanzadores Doug Drabek, John Smiley y Stan Belinda. A este equipo la prensa lo calificó como el "outfield de los sueños" cuando en 1988 tuvieron récord de 85-75. En la temporada de 1989 como dato anecdótico en un juego contra los Filis de Filadelfia el 8 de agosto de 1988 los Piratas anotaron 10 carreras en el primer inning, pero perdieron el juego 11-15, este hecho es único en la historia del Béisbol de Grandes Ligas. Increíble pero cierto.
En 1990 el equipo calificó a los play off con récord (95-67) en la búsqueda del campeonato de la Liga Nacional jugó contra los Rojos de Cincinnati (91-71) y pierde la serie 4-2,a pesar de que los Piratas ganaron el primero 4-3 y el quinto 3-2, perdió el segundo 2-1, el tercer 6-3, el cuarto 5-3 y el sexto 2-1. Posteriormente los Rojos en la Serie Mundial de ese año, barrieron a los Atléticos de Oakland para llevarse el campeonato. También fue la primera de las cuatro series Serie de Campeonato que ambos equipos de Pennsilvania estuvieron en postemporada.
En 1991 Pittsburgh tuvo un buen año con récord de (98-64) ganando el banderín de su división, en la Serie de Campeonato de la Liga Nacional enfrentó a los Bravos de Atlanta (94-68) cayendo dramáticamente en siete juegos 4-3. Fue considerado una de las series más cerradas pues 3 juegos se definieron por la mínima diferencia de 1-0. Los Bravos al tener carencias en el bateo oportuno caerían en la Serie Mundial contra los Mellizos de Minnesota en siete partidos. Las pizarras fueron así: los Piratas ganaron los juegos uno 5-1, el cuarto 4-3 en 10 entradas, y el quinto 1-0 con la gran labor del pitcher Zane Smith que colgó 8 ceros y el salvamento para Roger Mason. Perdió los juegos dos 1-0, el tercer 10-3, el sexto 1-0 y el séptimo 4-0.
La última campaña ganadora se dio en 1992 que representó el tercer banderín de la división del este de la Liga Nacional; con récord de (96-66) enfrentó la serie de campeonato de la Liga Nacional nuevamente contra los Bravos de Atlanta equipo con un mejor récord de 98-64; la serie otra vez se extendió a siete juegos donde desafortunadamente para Pittsburgh favoreció a Atlanta. Las cosas iniciaron mal para los Piratas que perdieron los primeros dos juegos, ganan el tercero, pierde el cuarto, todo parecía finiquitado, pero los Piratas reaccionaron ganando los dos siguientes y en el séptimo los errores costaron la eliminación. Los Piratas ganaron los juegos; tres 3-2, el quinto 7-1, el sexto 13-4. Perdió el juego uno 5-1, el dos 13-5, el cuarto 6-4 y el séptimo 3-2.
El último juego de postemporada que el equipo disputó se remonta al 14 de octubre de 1992 celebrado en Atlanta perdiendo 3-2; justamente en ese juego los Piratas ganaban 2-0 y al cierre de la novena entrada, la labor de Drabeck, pitcher abridor fue excelente pero se convirtió en tragedia pues las 3 carreras pasaron a su contabilidad al no ser relevado pese a haber lanzado 120 veces colgando 8 ceros consecutivos; este error se le atribuye al entrenador Jimmy Leiland que tardó en hacer el cambio; Drabeck enfrentó a Pendleton que le pegó doblete por jardín derecho, en el turno de David Justice este batea un rodado por segunda, donde José Lind que solo tenía 6 errores en la campaña, en una bola de trámite incluso para doble play pierde la pelota, Justice se embaza en error, Pendleton llega a tercera; el turno de Sid Bream que hacia un año había salido del equipo recibe base por bola llenando la casa sin out; hasta aquí llegó la labor de Drabeck que fue relevado por Stan Belinda, quién en su labor, Gant le elevó al jardín izquierdo para el primer out; en el pisa y corre Pendleton marcó la primera carrera; la presión del público sobre Belinda fue tal que no logra la misión al enfrentar a Berryhill que le otorga base por bola, Bobby Cox mánager de los Bravos envía al emergente Brian Hunter que eleva por segunda marcándose el segundo out. Finalmente Cox envía a otro emergente Francisco Cabrera, quien en cuenta de 2 bolas un strike conecta limpio hit por todo jardín izquierdo, Barry Bonds no logró cortar ese imparable que se va al fondo, Justice y Bream anotan para dejar tendidos a los Piratas y acceder a la Serie Mundial de 1992.
En 1993 entró en vigor la regla del tope salarial que ha perjudicado a equipos avecindados en ciudades chicas, entre ellos a Pittsburgh, Kansas City, Milwaukee y Tampa Bay se ven afectados, ya que cuando tienen buenos jugadores estos salen a ciudades como Nueva York, Chicago, Boston, Los Ángeles, San Francisco, Washington, Houston etc. por un mejor salario, ya que los Yankees, Mets, los Nacionales, los Medias Rojas, Medias Blancas, Cachorros no tienen este problema del tope salarial. En parte esta es una causa de las 19 campañas perdedoras del equipo de los tres ríos. Precisamente ese año la directiva deja fuera a gente como Barry Bonds quien aceptó un contrato multimillonario que los Gigantes de San Francisco le ofrecieron y adonde triunfaría como jonronero máximo, llegando a tener en el momento actual, la cifra de jonrones de todos los tiempos: 762.
En la temporada de 1993, renovó su plantilla con jugadores de las sucursales, ese año acabó con récord de 75-87 así hilvanaron 4 campañas mediocres, solo en 1997 con récord de 79-83 en las últimas series perdió 8 de 9 juegos quedando fuera de play off pues los Astros de Houston se llevaron el banderín con apenas 84-78. los Piratas ese año tuvieron una nómina modesta de $9 millones. El siguiente año cae al fondo de su división con un 69-93, en 1999 tiene otro significativo ascenso pero al final de temporada pierde 3 series para quedar en tercero de división con 78-83.

### 1996-2010: Años difíciles
Tras otro año decepcionante en 2000 (69-93) en 2001, los Piratas estrenaron el nuevo parque de béisbol PNC Park. Y desde 1970 tuvieron otro estadio independiente pues el Three Rivers lo compartía con los Acereros de Pittsburgh de la NFL.
El gerente general Dave Littlefield llegó el 13 de julio de 2001, a mitad de la temporada 2001 y comenzó a reformar el equipo para cumplir con el propietario Kevin McClatchy el dictamen de reducir drásticamente la nómina. Hubo cambios como al antesalista Aramis Ramírez fue enviado a los Cachorros de Chicago en 2003, ante no poder pagarle seis millones de dólares, y pasó a convertirse en una estrella de los Cachorros. Brian Giles fue uno de los mejores bateadores en la Liga Nacional durante varios años, pero su salario de $9 millones causó en 2003, ser enviado a los Padres de San Diego a cambio llegaron los novatos Oliver Pérez, Jason Bay y Cory Stewart. Todos cumplieron buenos años en el equipo pero de todos ellos destacó el mexicano Oliver Pérez que encabezó los líderes en ponches en Grandes Ligas y ganó el premio de Novato del Año en 2004. Después de la temporada 2004, Jason Kendall fue a Atléticos de Oakland en un intercambio de jugadores de alto sueldo.
Piratas, en el cierre de la temporada 2005, era el equipo más joven en el béisbol, con una edad media de 26.6 años. Durante el transcurso de la temporada, 14 jugadores fueron convocados a partir de su filial Triple-A. El 6 de septiembre, gerente de Lloyd McClendon fue despedido después de cinco temporadas perdedoras. El 11 de octubre, Jim Tracy fue contratado como el nuevo gerente. La temporada 2006 tuvo un comienzo lento ya que perdieron sus primeros seis juegos. Los Piratas se situó en un abismal 30-60 marca deshonrosa para recibir el Juego de Estrellas en el PNC Park. Durante la segunda mitad de la temporada, sin embargo, los Piratas hicieron un cambio exitoso y terminó la segunda mitad con un récord de 37-35. Esta es la primera vez que los Piratas han terminado la segunda mitad de la temporada con un récord ganador desde 1992. El tercera base Freddy Sánchez ganó el título de bateo de la Liga Nacional con porcentaje de .344.
La temporada 2007 fue un año de transición para los Piratas. Robert Nutting reemplazó a McClatchy como socio mayoritario, y convirtiéndose en el socio mayoritario en sexto lugar en la historia de los Piratas. El 6 de julio de 2007, Kevin McClatchy anunció su renuncia como accionista de los Piratas al final de la temporada 2007. El 7 de septiembre de 2007, Nutting despidió al gerente general Dave Littlefield.
Los Piratas de Pittsburgh comenzó a dar forma a su equipo de gestión de la organización al final de la temporada 2007. El 13 de septiembre Frank Coonelly, el abogado laboral en jefe de las Grandes Ligas, fue presentado como nuevo presidente del equipo. El 25 de septiembre de 2007, los Piratas anunciaron la contratación de Neal Huntington, un antiguo scout de sucursales de los Indios de Cleveland como nuevo gerente general del equipo. El 5 de octubre de 2007, Jim Tracy mánager fue despedido por los Piratas, los sustitutos eran Torey Lovullo principal candidato para el puesto, pero su nombre fue gradualmente reemplazado por otros en las filas de ligas menores, uno de ellos Ottawa Lynx pero el director John Russell, finalmente fue nombrado el nuevo entrenador 5 de noviembre de 2007. Él había sido originalmente el entrenador de tercera base cuando era mánager Lloyd McClendon de 2003 a 2005 hasta que fue despedido por el anterior director general de Dave Littlefield.
Como los Piratas una vez más no pudo producir un récord ganador, el equipo comenzó una nueva ronda de reconstrucción. Antes de la fecha límite de cambios, los Piratas hicieron varios acuerdos que enviaron varios veteranos consumados a otras franquicias. El 26 de julio, los Piratas negociaron al jardinero izquierdo Xavier Nady y el lanzador dominicano Dámaso Marte a los Yankees de Nueva York a cambio llegaron José Tabata, Ross Ohlendorf, Dan McCutchen y Jeff Karstens. Karstens comenzó su carrera con los Piratas en 2-0 y quedó a cuatro outs de lanzar el primer juego perfecto en la historia del equipo el 6 de agosto de 2008. El 31 de julio, Jason Bay fue cambiado a los Medias Rojas de Boston envió a los Dodgers de Los Ángeles a Manny Ramírez más Andy LaRoche y Bryan Morris; Brandon Moss y Hansen Craig a los Medias Rojas. El 24 de noviembre, los Piratas firmaron Rinku Singh y Dinesh Patel como agentes libres no reclutados, por lo que fueron los primeros en firmar un contrato con cualquier equipo americano profesional. Ambos hombres son lanzadores, quienes fueron vistos por primera vez en el "Million Dollar Arm" concurso organizado en Indiana por JB Bernstein a principios de 2008.
En 2009 continuaron intercambiando muchos jugadores en plena campaña buscando revertir los pésimos resultados, cuando Nate McLouth fue cambiado a los Atlanta Braves para las perspectivas de Jeff Locke, Morton Charlie y Gorkys Hernández. El 30 de junio, el equipo trató de comprar a Nyjer Morgan y Sean Burnett a Washington Nationals, así como el envío a Eric Hinske a New York Yankees. Esto molestó a algunos jugadores Pirates, incluyendo Adam LaRoche y Jack Wilson, quien cuestionó la dirección del equipo. LaRoche fue cambiado más tarde a los Boston Rex Sox a cambio de jugadores de ligas menores como Hunter Strickland y Argenis Díaz. El 29 de julio, Wilson fue canjeado a los Seattle Mariners a cambio del parador en corto Ronny Cedeño y jugadores de liga menor Jeff Clement, Pribanic Aaron, Brett Lorin y Nathan Adcock. El mismo día, los Pirates negocian a Sánchez con San Francisco Giants a cambio de Tim Alderson. El 7 de septiembre, los Pittsburgh Pirates perdieron con los Chicago Cubs por 4-2. La derrota fue la 82.ª de los Pirates en el año, y se aseguró la mayor racha de temporadas perdedoras consecutivas en cualquier deporte profesional norteamericano.
El 14 de noviembre de 2010, después de una desastrosa temporada que registró 105 juegos perdidos, los Pirates contrataron a un nuevo gerente general en Clint Hurdle. Hurdle era parte de los Colorado Rockies ganadores del banderín divisional de 2007 y fue el entrenador de bateo de los Texas Rangers, el campeón de la Liga Americana durante la temporada 2010.

### 2011-presente: La era de Clint Hurdle
La temporada 2011 tuvo un comienzo prometedor, ya que los Pirates estaban por encima de .500 en el receso del Juego de Estrellas por primera vez desde 1992 se les seleccionaron 3 jugadores al juego de estrellas; el abridor Kevin Correia, Joel Hanrahan y el jardinero central Andrew McCutchen. El 15 de julio, y de nuevo el 18 de julio, los Pirates ocuparon el primer lugar de la División Central. Esto marcó las dos primeras veces que los Pirates estaban en primer lugar en la temporada desde 1997. Los Piratas dividieron cuatro partidos con los Braves el 25 de julio 28 de julio. Después de esto perdió 10 partidos en fila y nunca se recuperó de esto. A partir de finales de julio se autonombró el "Equipo de América", ESPN lo difundió en cápsulas deportivas. Los Pirates adquirieron dos jugadores Derrek Lee de los Orioles y el jardinero Ryan Ludwick de los Padres. Los Piratas luego ganó sólo un partido desde ese el 26 de julio al 8 de agosto, incluyendo un récord de temporada de 10 derrotas consecutivas en ese lapso. A pesar de una temporada prometedora, con una derrota ante los St Louis Cardinals el 14 de septiembre de 2011, el equipo perdió su juego 82 de la temporada, lo que garantizo 19 años consecutivos de campañas perdedoras.
En 2012, los Piratas adquieren al lanzador de los Yankees AJ Burnett para reforzar sus lanzadores. Durante los primeros meses de la temporada, el pitcheo del equipo se mantuvo muy bien, pero la falta de bateo oportuno mermaron al equipo. Es hasta junio que muchos de los jugadores comenzaron a mejorar de manera espectacular la ofensiva. En julio, los Pirates habían llegado al primer lugar en la División Central tras la pausa del juego de estrellas; (la primera vez desde el "Freak Show" equipo de 1997). Andrew McCutchen encabezaba las Grandes Ligas en promedio de bateo.
Los Piratas estuvieron 63-47 el 8 de agosto, pero tras otra de sus inexplicables caídas libres los hizo estar 76-81 el 27 de septiembre, los Pirates en la serie contra Cincinnati Reds en el segundo juego de la serie efectuado el 28 de septiembre pierde 1-0 y por vez primera en el PNC Park el equipo aceptó juego sin hit ni carrera que tiro el pitcher Homer Bailey; antes del juego tuvieron que pasar 40 años desde el último que recibió Piratas a manos de Bob Gibson de St. Louis Cardinals en Three Rivers Stadium el 14 de agosto de 1971. al cierre de temporada regular el 3 de octubre el equipo finaliza con récord perdedor por 20.ª temporada consecutiva de 79-83], extendiendo la racha más perdedora en la historia del deporte norteamericano.
Ambos equipos se pasaron toda la campaña persiguiendo pero sin poder alcanzar a los Cardinals. Un triunfo les dará una segunda oporturnidad. Pittsburgh Pirates están acostumbrados y Chicago Cubs llevaban bastante tiempo sin presentarse. El equipo que mejor sepa responder al entramado de los playoffs, al medirse en el juego de comodines de la Liga Nacional, probablemente determinará el que viajara a St. Louis para medirse con los Cardinals en la serie divisional. Para los Pirates es su tercera aparición seguida en los playoffs. El año pasado perdieron este juego y jugando en casa contra San Francisco Giants que serían posteriormente los campeones de la Liga Nacional y ganarían la Serie Mundial a Kansas City Royals.
Los Pirates enviaran a la lomita al pitcher derecho Gerrit Cole el cual es el primer lanzador de Pittsburgh con 19 victorias desde 1991. ¡24 años!
El 8 de octubre de 2015, jugando como visitante, Jake Arrieta lanzó pelota de cuatro hits en nueve dominantes entradas y Chicago Cubs pintaron de blanco a Pittsburgh Pirates, al vencerlos 4-0 en el partido de Comodines (Wild Card) de la Liga Nacional.
Arrieta abanicó a once enemigos sin conceder pasaporte algunó, además tuvo un intercambio de palabras con el relevista zurdo Tony Watson al recibir un pelotazo. Ahora los Cubs viajaran a St. Louis para medirse con los Cardinals en la Serie Divisional.
Desxter Fowler jonroneó y anotó en tres ocasiones por los visitantes. Kyle Schwarber metió dos más con otro batazo de vuelta entera frente al pitcher abridor Gerrit Cole.
Joe Maddon confió en el joven Arrieta y la novena de Chicago ya está en la Serie Divisional de la Liga Nacional por primera vez desde el 2003. Los Pirates una vez más han quedado fuera de los playoffs por tercera ocasión consecutiva.
En 2016 los primeros 2 meses jugaron bien con marca de 28-19, luego en junio hubo un declive quedando 9-19. Intentaron recuperarse y lo lograron cuando barrieron a Milwaukee en Miller Park por 1.ª vez. El momento clave fue cuando después de la barrida contra Milwaukee, fueron a Chicago y entraron ganando 6 a 5 en la 9.ª y un home run de Jorge Soler lo empató, luego en la 13.ª Josh Harrison puso adelante a los Piratas y después con walk off de Miguel Montero se escaparon sus ilusiones y ya de ahí no se recuperaron.

## Primero en logros en las Ligas Mayores
- Los Pirates fueron el primer equipo de las Ligas Mayores en transmitir sus juegos por radio, un juego entre Pirates y sus huéspedes Philadelphia Phillies el 5 de agosto de 1921, por KDKA (AM) de Pittsburgh. Los Pirates ganaron el juego 8-5.

- En 1925, los Pirates fueron el primer equipo de las Ligas Mayores en recuperarse de una desventaja de 3 juegos a uno para ganar cuatro de siete en la Serie Mundial. También repitieron el truco en 1979 siendo el único equipo que lo ha realizado en dos ocasiones.

- En 1925, los Pirates fueron el primer equipo de las Ligas Mayores que adoptó permanentemente cascos para tanto para el bateo como para la defensiva. Estos cascos eran de una primitiva fibra de vidrio (casco como de minero. Esta fue la orden del Gerente General Branch Rickey, quién era el dueño de la compañía que producía los cascos. Bajo las órdenes de Rockey, todos los jugadores de los Pirates, tuvieron que utilizar los cascos tanto al batear como al estar en el campo. Los cascos fueron un factor permanente para todos los jugadores de los Pirates, pero pasando unas semanas el equipo empezó a abandonar el uso de los cascos en el campo, principalmente porque se sentían muy pesados. Una vez más los Pirates dejaron de usar el casco en la defensa y este desapareció del juego.

- Fue la primera franquicia en ganar una Serie Mundial con un jonrón (en la Serie Mundial de 1960) en el séptimo juego, conectando por Bill Mazeroski contra los New York Yankees. El otro equipo que repitió el logro fueron los Toronto Blue Jays en 1993 por Joe Carter, pero este fue en el sexto juego.

- En 1970 los Pirates fueron el primer equipo de Ligas Mayores en crear y utilizar uniformes fabricados con mezcla de algodón y nilón presentados en sus camisas y en los pants y que podrían ajustarse.

- El primer lineup (alineación) en la historia de las Ligas Mayores de menor edad en un campo el 1° de septiembre de 1971, Esta lineup estaba formado por Rennie Stennett, Gene Clines, Roberto Clemente, Willie Stargell, Manny Sanguillén, Dave Cash, Al Oliver, Jackie Hernández y Dock Ellis.

- La primera Serie Mundial con el primer juego nocturno que se jugó en Three Rivers Satadium el 13 de octubre de 1971, el mismo día, pero once años después que Mazeroski dio el jonrón con que los Pirates fueron campeones en su última Serie Mundial en 1960. En este caso, fue el juego número cuatro entre los Pirates y los Baltimore Orioles, no el séptimo juego definitivo. Aparentemente buenas cosas hicieron felices a los Pirates en esta fecha, dado que ellos consiguieron en la Serie del '71 dos juegos y en camino hacia su cuarto título.

- El primer equipo scout (buscador) de las Ligas Mayores que ganó el premio "Scout of the Year Award", Howie Hank en 1984 y tres buscadores más de la organización tuvieron subsecuentemente el premio.

- El primer juego combinado de extra-innings sin hit, en la historia de las Ligas Mayores se realizó en Three Rivers Stadium el 12 de julio de 1997. Los pitchers mexicanos Francisco Córdova (9 innings) y Ricardo "Ricky" Rincón (1 inning) se combinaron para dejar sin hit ni carrera en diez innings a los Houston Astros 3-0. El bateador emergente por el pitcher, Mark Smith que había dado solo tres jonrones en la temporada, dio jonrón en el cierre del décimo inning sellando la victoria y el juego sin hit ni carrera para los Pirates. Este juego permanece como el único juego sin hit ni carrera con este dato.

- En noviembre de 2008, fueron el primer equipo de las Ligas Mayores en firmar jugadores Indios cuando fueron adquiridos en el draft de agentes libres de Rinku Singh y Dinesh Patel. Esto fue visto por el gerente general de los Pirates Neal Huntington no solo como "dos prospectos de nuestro sistema pero también con la esperanza de abrir caminos para un nuevo mercado"

- Los Pirates fueron el primer equipo en el deporte profesional en tener 20 temporadas perdedoras consecutivas cuando tuvo el récord de 79-83 en 2012.

- Los Pirates son el primer equipo de las Ligas Mayores (y el segundo en el deporte profesional) que el dueño es homosexual, a pesar de que Kevin McClatchy fue despojado de sus acciones en el momento que anunció con los Pirates su homosexualidad en septiembre del 2012.

- El 6 de abril de 2015, los Pirates al perder ante los Cincinnati Reds se convirtió en la primera franquicia perdedora de 10 mil juegos en las Ligas Mayores precisamente el día de inauguración de la temporada.

- El 9 de mayo de 2015, los Pirates fueron el primer equipo de Ligas Mayores de realizar un triple play mediante 454 durante el juego contra los St. Louis Cardinals juego que se ganó 7-5. La jugada se inició cuando el jugador de los Cardinals Yadier Molina dio una línea de out al segundo base de Pitsburgh Neil Walker. Walker lanzó el tiro al tercera base Jung Ho Kang para el segundo out al atrapar a Jhonny Peralta de los Cardinals. Kang lanzó la bola por detrás de Walker, quien se quedó en la segunda base, para hacer con Jason Heyward de St. Louis el out final al atraparlo entre segunda y tercera base.

## Jugadores

### Números retirados
| Billy Meyer Mgr     | Ralph Kiner OF      | Willie Stargell OF, 1B, Coach | Bill Mazeroski 2B, Coach      | Paul Waner OF       |
| Pie Traynor 3B, Mgr | Roberto Clemente OF | Honus Wagner SS, Mgr, Coach   | Danny Murtaugh IF, Coach, Mgr | Jackie Robinson 2B. |

## Rivalidades

### Philadelphia Phillies
La rivalidad entre Philadelphia Phillies y los Pirates fue considerada por algunos como una de las mejores rivalidades en la Liga Nacional. La rivalidad es iniciada cuando los Pittsburgh Pirates entraron a la Liga Nacional en 1887, cuatro años después que los Phillies.
Phillies y Pirates han permanecido juntos después de que la Liga Nacional hizo dos divisiones en 1969. Durante el período de esta división (1969 a 1993) los dos fueron rivales en la división Este de la Liga Nacional, ganando los dos altos números en la serie por el campeonato divisional, reinando exclusivamente como campeones del Este de la Liga Nacional en los 1970's y otra vez al principio de los 1990's. Pirates nueve y Phillies seis. Juntos los dos equipos acumularon 15 campeonatos, más de la mitad de los 25 campeonatos de la división del Este durante ese tiempo.
Después de que los Pirates se movieron a la división Central de la Liga Nacional en 1994, los equipos se verían la cara sólo en dos series cada año y la rivalidad ha disminuido. Por lo tanto, muchos aficionados, especialmente los viejos, han retenido su disgusto para otro equipo y deferencias regionales entre Este y Oeste de Pennsilvania llenando esta rivalidad.

### NL Central
Los Pirates han tenido una gran posición y algunas veces han surgido rivalidades latentes con otros equipos de la división Central de la Liga Nacional como Cincinnati Reds, St. Louis Cardinals, Milwaukee Brewers (con el incidente de la salchicha (The Sausage incident) y "Tu puedes robar el primer juego") y con Chicago Cubs (con el jonrón en el Gloamin).

## Palmarés
- Serie Mundial (5): 1909, 1925, 1960, 1971, 1979.

- Subcampeón Serie Mundial (2): 1903, 1927.

- Banderines de la Liga Nacional (9): 1901, 1902, 1903, 1909, 1925, 1927, 1960, 1971, 1979.

- División Este NL (9): 1970, 1971, 1972, 1974, 1975, 1979, 1990, 1991, 1992.

## Afiliación de ligas Menores
| Nivel             | Equipo                          | Liga                        | Localización         | Años  |
| ----------------- | ------------------------------- | --------------------------- | -------------------- | ----- |
| AAA               | Indianapolis Indians            | International League        | Indianapolis, IN     | 2005- |
| AA                | Altoona Curve                   | Eastern League              | Altoona, PA          | 1999- |
| Avanzados A       | Bradenton Marauders             | Florida State League        | Bradenton, FL        | 2010- |
| A                 | West Virginia Power             | South Atlantic League       | Charleston, WV       | 2009- |
| Temporada corta A | West Virginia Black Bears       | New York-Penn League        | Morgantown, WV       | 2015- |
| Amateurs          | GCL Pirates                     | Gulf Coast League           | Bradenton, FL        | 1978- |
| Amateurs          | Piratas dominicanos de verano   | Liga de verano dominicana   | República Dominicana | 1990- |
| Amateurs          | Piratas dominicanos de verano 2 | Liga de verano dominicana 2 | República Dominicana | 2004- |